# Cornelis de Vlaming van Oudtshoorn
Cornelis de Vlaming van Oudtshoorn (Amsterdam, 13 augustus 1613 - aldaar, 10 februari 1688) was een Amsterdams burgemeester en Ambachtsheer van Oudshoorn.
Hij was een zoon van Dirck de Vlaming van Oudshoorn en Wendela van Bronckhorst.
Hij was in de jaren 1656, 1660, 1662, 1663, 1668, 1672, 1676, 1677, 1679, 1680 burgemeester van Amsterdam. In deze periode maakte de stad een sterke economische ontwikkeling door. 
Hij trad op 26 januari 1644 in het huwelijk met Claesje Hooft. Uit dit huwelijk werden zes dochters en een zoon geboren.  
Cornelis de Vlaming van Oudshoorn bekleedde belangrijke posten in Amsterdam. Behalve dat hij tien keer tot burgemeester werd verkozen, was hij ook zes jaar schout en twee jaar lid van het bestuur van de oorlogsvloot, de admiraliteit.

## Ambachtsheer van Oudshoorn
Nadat De Vlaming als ambachtsheer van Oudshoorn ruzie kreeg met de ambachtsheer van het naburige Alphen en Rietveld, Hendrik Stevin, vroeg en kreeg hij in 1663 toestemming van de Staten van Holland en West-Friesland om in de ambachtsheerlijkheid  Oudshoorn een eigen kerk te bouwen. Deze Oudshoornse kerk, ontworpen door de Amsterdamse stadsbouwmeester Daniël Stalpaert, werd in 1665 voltooid. De later door Stalpaert gebouwde Amsterdamse Oosterkerk vertoont sterke overeenkomsten. De kosten van kerk, pastorie en school bedroegen samen 42.032 gulden. De plaatselijke bevolking droeg hier 15.000 gulden van bij, een ander deel werd gefinancierd door weldoeners uit het netwerk van Van Oudshoorn, die daarvoor een gebrandschilderd raam in de kerk kregen.
Onder de 17 ramen met wapens en spreuken neemt het raam links naast de preekstoel een bijzondere plaats in. Deze is geschonken door Prins Willem III van Oranje.

## Trivia
In 1918, bij de samenvoeging van Oudshoorn en Alphen tot de gemeente Alphen aan den Rijn, werd de oude Dorpsstraat van Oudshoorn, omgedoopt tot: Hooftstraat. Deze is dus vernoemd naar Claesje Hooft, echtgenote van Cornelis de Vlaming van Oudtshoorn.